# Philibert Delorme

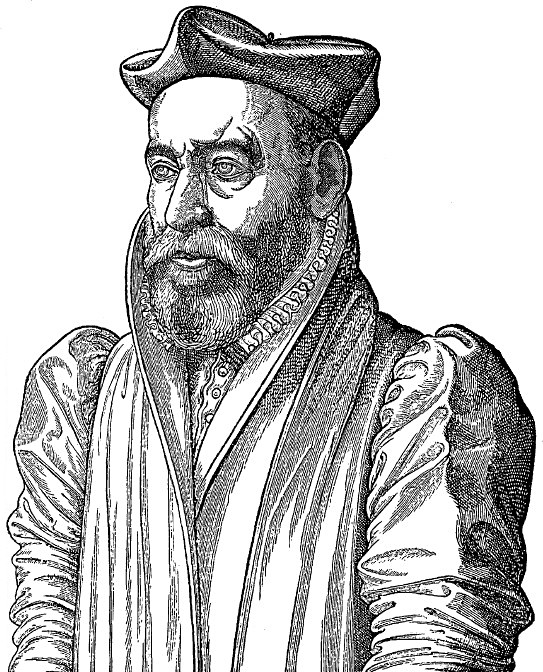
Philibert Delorme

Philibert Delorme of de l'Orme (Lyon, 1514 – Parijs, 8 januari 1570) was een Frans architect. Hij bracht de renaissance-bouwstijl samen met de gotische traditie.
Delorme werd geboren in Lyon als zoon van de bouwmeester Jehan Delorme. Op vroege leeftijd werd hij naar Italië gestuurd voor een studie. Hij kwam in dienst van paus Paulus III. Bij zijn terugkeer naar Frankrijk werkte hij voor kardinaal Jean du Bellay in Lyon, die hem rond 1540 naar Parijs stuurde, waar hij begon aan het kasteel van Saint-Maur. In 1545 werd hij architect van koning Frans I van Frankrijk
Onder koning Hendrik II kreeg hij de supervisie over de werken bij de kastelen van Fontainebleau en het nieuwe kasteel van Saint-Germain-en-Laye.
Delorme schreef twee boeken over architectuur:
- Nouvelles inventions pour bien bastir et à petits frais (1561)
- Le premier tome de l'Architecture (1567).

De l'Orme overleed in 1570 in Parijs.

## Biografie
Delorme werd rond 1514 geboren te Lyon, na Parijs het belangrijkste intellectuele en culturele centrum van het Europa van toen. Zijn vader was meester-metselaar maar wilde dat zijn zoon een andere weg zou bewandelen omdat de stadsgilden werden afgeschaft. Delorme studeerde theologie. Op vijftienjarige leeftijd kwam hij voor het eerst in aanraking met architectuur. Naar eigen zeggen had hij de leiding over een driehonderdtal werklieden.
In 1533 trok Delorme naar Rome om er de antieke en moderne architectuur te bestuderen. Dit deed hij aan de hand van opgravingen en het opmeten van antieke resten. Hij ontmoette Jean du Bellay, de opdrachtgever van het Hôtel Bullioud (1536) en het kasteel van Saint-Maur (1541).
Delorme keerde terug naar Frankrijk in 1536 waar hij zich opwerkte tot in de kringen van kroonprins Henri en zijn maîtresse Diane de Poitiers. Kortelings na de troonsbestijging van Henri II, werd hij benoemd tot ‘architecte du roi’. Hierdoor werd hij verantwoordelijk voor de uitvoering van nieuwe gebouwen en het onderhoud van het gebouwde patrimonium. Tijdens de heerschappij van Henri II kreeg Delorme verschillende opdrachten, waaronder de kastelen Anet, Fontainebleau, Chenonceaux en Saint-Germain-en-Laye.
Na de dood van Henri II in 1559, kwam de carrière van Delorme in het slop. In die 2 jaar die volgden kreeg hij te maken met processen en mishandelingen. Te zijner verdediging schreef hij het autobiografische Instruction. Opdrachten bleven uit en hij begon met het schrijven van zijn traktaat waarin hij de kennis en de ervaring die hij had opgedaan wilde bundelen en toegankelijk maken voor anderen. In 1561 werd zijn Nouvelles Inventions pour bien bastir et à petits frais uitgegeven. Later, in 1567, volgde zijn grootste werk: 'Le premier Tome de l'Architecture.
Hij kon opnieuw aan de slag als architect in 1564: koningin-moeder Catharina de' Medici wilde dat Delorme een paleis ontwierp op Les Tuileries en dat hij het kasteel van Saint-Maur ombouwde tot een waardig verblijf voor haar zoon. Vóór de voltooiing ervan, stierf Delorme in 1570.
De voornaamste bron over zijn leven is zijn eigen Premier tome. Blomfield en Ronsard, tijdgenoten van Delorme, schreven vaak vol minachting en jaloezie over hem. (Delorme zat er namelijk warmpjes bij en vertoefde in de hoogste kringen, hetgeen menig collega de ogen uitstak.). Daartegenover staan de lovende getuigenissen van onder andere Rabelais, Frans schrijver en vriend van Delorme.

## Architectuur

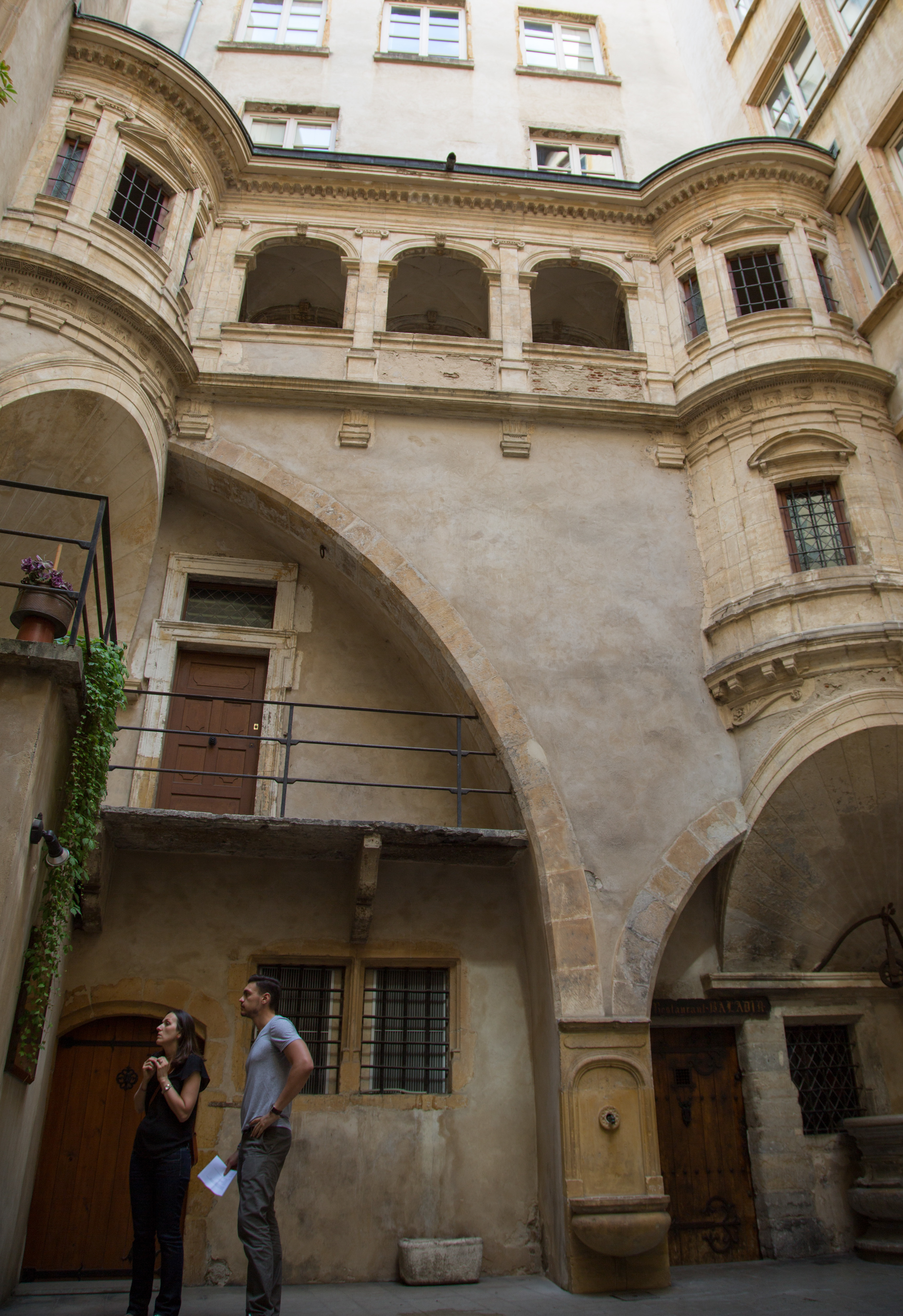
Galerij in Hôtel Bullioud, Lyon (1536)

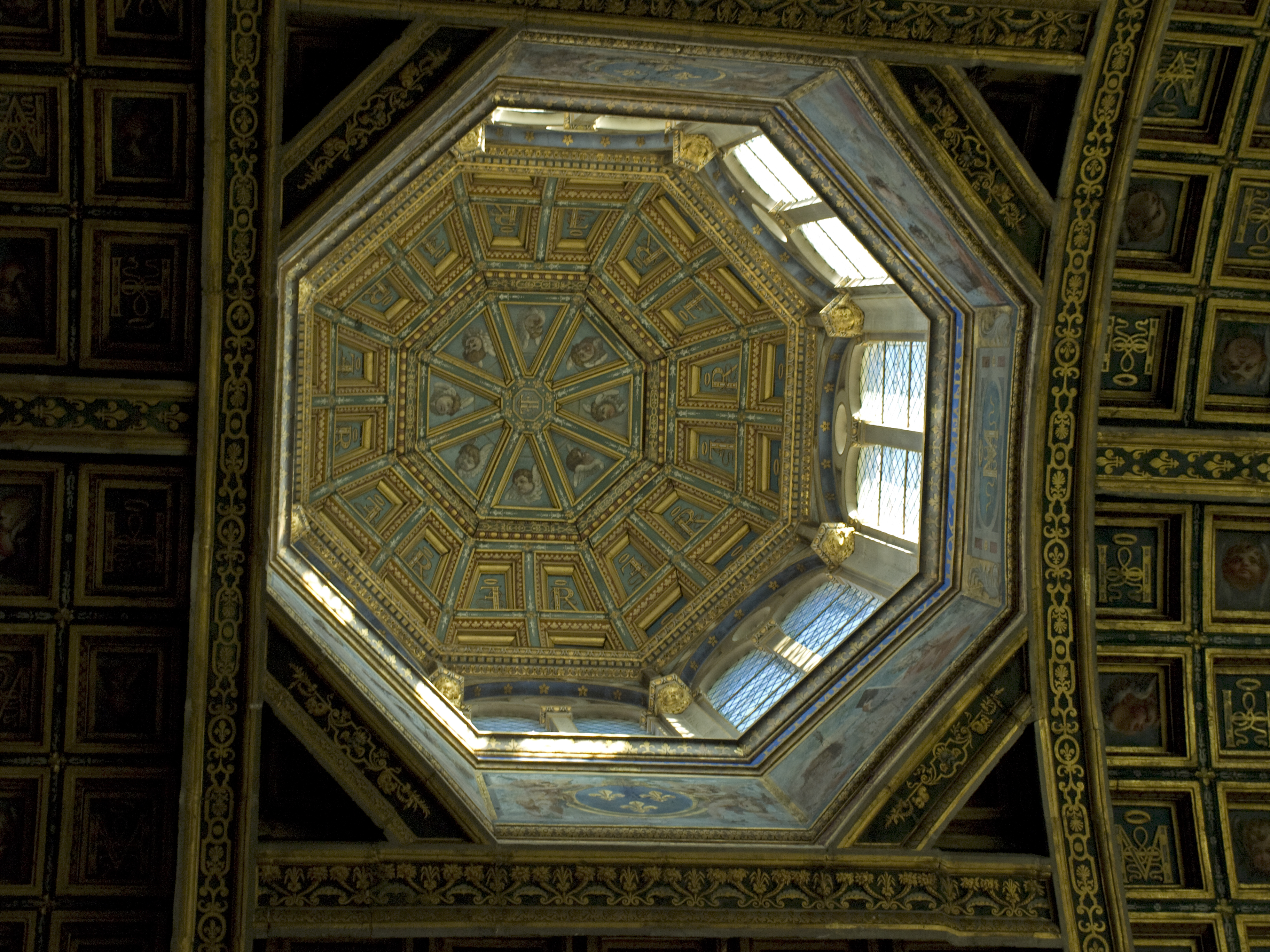
Kapel van Sint-Saturnin in het Kasteel van Fontainebleau

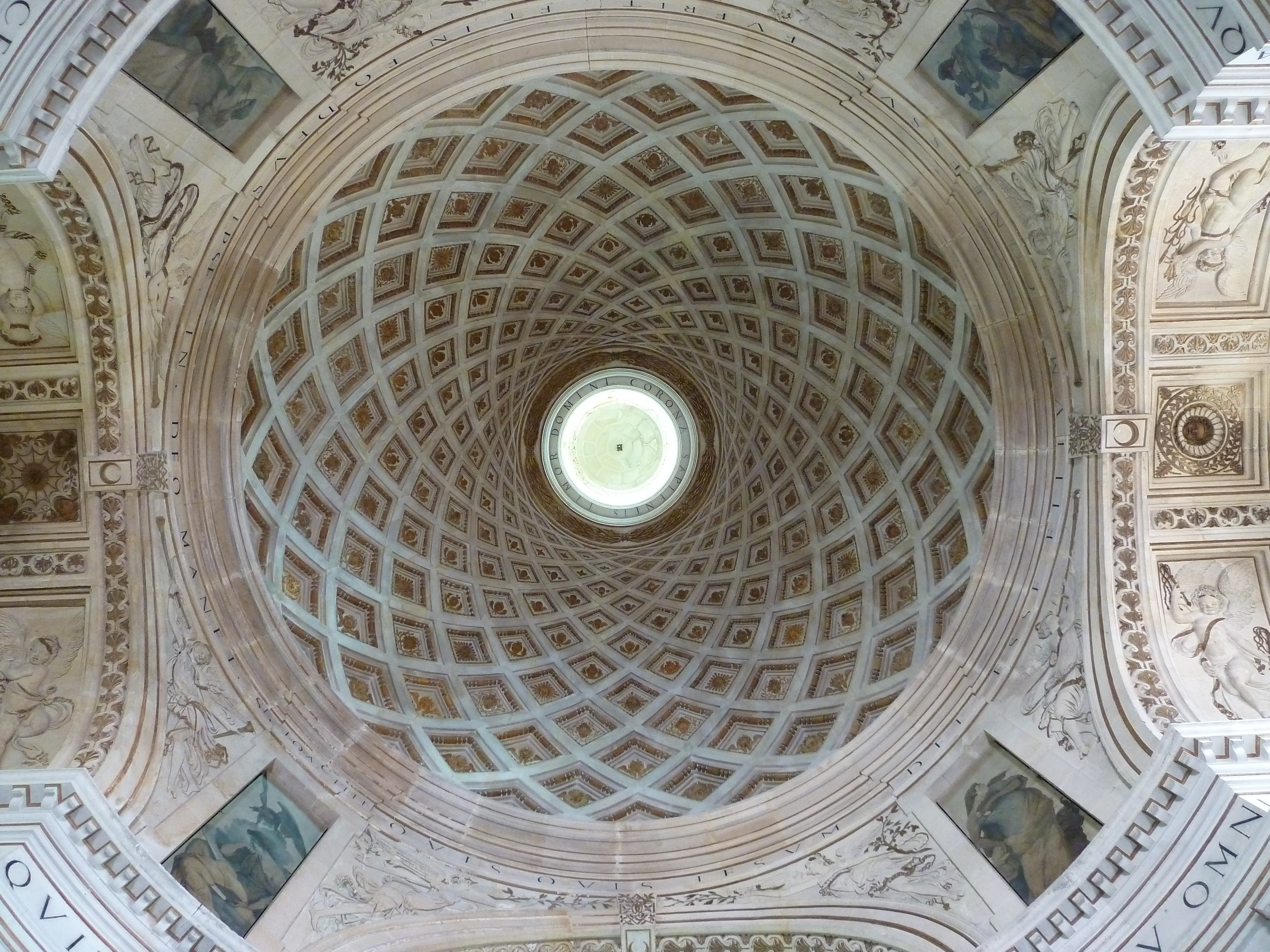
Koepel van de kapel van het Château d'Anet (1549-1552)

Delormes invloed in de Franse architectuurgeschiedenis is moeilijk te onderschatten. Hoewel hij actief was in het midden van de zestiende eeuw, blijven vele van zijn thema's erg actueel.
Een eerste belangrijk thema is zonder twijfel functionaliteit, het belang van het programma in een gebouw. Daarom is ornament ondergeschikt aan comfort. Hij besteedt vooral veel aandacht aan een gezonde inplanting, aan materiaalgebruik. Comfort heeft te maken met de organisatie van het grondplan, logische schikking, licht: kortom de passendheid van het programma. Comfort zorgt immers voor een goede gezondheid en onderhoudsvriendelijke architectuur met een lange levensduur. (Ironisch genoeg zijn er slechts weinig bouwwerken van Delorme bewaard gebleven.)
Een tweede thema is goed te illustreren aan de hand van het Hôtel Bullioud. Dit project was een verbouwing, waar Delorme enkele kleine aanpassingen maakte, met veel respect voor de bestaande bebouwing. Als architect achtte hij het belangrijk om bestaande gebouwen niet af te breken, maar inventief naar oplossingen te zoeken om samen met de gebouwde omgeving aan de nieuwe eisen te voldoen.
De stijl van Delorme is al van bij de voltooiing van zijn eerste werken een punt van discussie. Bij de opkomst van de Franse renaissance ontstond een spanningsveld met de diepgewortelde gotische traditie. Delorme combineert elementen uit beide tradities: stereotomie (gewelfbouw) uit de Franse traditie en klassieke compositieregels (zuilenordes). 
Verschillende auteurs bogen zich over deze synthese en houden er verschillende meningen op na. Zo stelt Blunt, auteur van de monografie Philibert de l'Orme', dat Delorme er niet in slaagt het conflict tussen beide tradities op te lossen. Als je twee tegengestelden probeert te verzoenen, staat de mislukking al vast. Potié, een andere monograaf van Delorme, dient Blunt van antwoord; volgens hem is de dualiteit tussen beide tradities net de basis van de geslaagde composities die Delorme maakte. De trompe in Anet is een mooi voorbeeld hiervan. Geert Bekaert vindt de synthese van de twee soorten architectuur geslaagd. Hij gaat nog verder en legt de link met het modernisme. De functionele definitie die Delorme aan zijn classicisme geeft, doet bij momenten denken aan het modernistische credo Form Follows Function. Zelfs oppert Bekaert, zij het voorzichtig, dat het modernisme weleens een herformulering van Delormes classicisme zou kunnen zijn.

## Le premier tome de l'architecture
Na de dood van Hendrik II schrijft Delorme zijn levenswerk: Le premier tome de l'architecture, aanvankelijk bestaande uit negen boeken. Net als zijn volledige oeuvre getuigt dit werk van de grote praktische ingesteldheid van de man. Het is dan ook niet moeilijk te begrijpen dat woningbouw, en niet de paleis- of kerkbouw, de kapstok van dit traktaat vormt. Doorheen de negen boeken doorloopt Delorme chronologisch het bouwproces van een woning. Alle onderwerpen, zoals stereotomie en de zuilenordes, worden behandeld in functie van dit bouwproces, op het moment dat de auteur het nodig acht in zijn beschrijving van het proces. Dit bouwproces van een algemene woning illustreert hij met concrete voorbeelden, waarvan sommige effectief gebouwd zijn en andere imaginaire ontwerpen zijn, die tot in de kleinste details zijn uitgewerkt. Hoewel hij onderwerpen in hun algemeenheid behandelt, vervalt hij nooit in abstract getheoretiseer, waardoor zijn werk erg toegankelijk wordt.

### De rol van de architect
Delorme begint zijn traktaat met een beschrijving van de taak van de architect. Delorme hecht veel belang aan het beroep architect, en de correcte invulling ervan. Hij schrijft hierover een allegorie die het verschil tussen de goede en de slechte architect duidelijk maakt.
De architect is in de eerste plaats geen intellectueel, maar een vakman. Zijn kennis moet er rechtstreeks op gericht zijn de bouwpraktijk te ondersteunen. De architect heeft dan ook een belangrijke verantwoordelijkheid ten aanzien van zijn opdrachtgever. Al te vaak streeft de opdrachtgever een architectuur na die boven zijn stand is. De architect moet hem behoeden voor deze val. Hij gaat hierin zover dat hij de kapitaalkrachtige bouwheren aanraadt om godshuizen voor de armen te bouwen, in plaats van majestueuze paleizen waar de verveling al snel durft toeslaan. De ingesteldheid van een opdrachtgever is dus belangrijker dan zijn kapitaalkracht of standing.
De architect mag volgens Delorme dus veel gezag opeisen als het op het bouwen aankomt. Op de werf is de architect de baas, de bouwheer blijft beter thuis.
Boek één gaat met een bespreking van materialen en de gezonde inplanting van gebouwen over in het tweede boek waarin de geometrie van de woning wordt besproken aan de hand van de fundering. De basis voor deze geometrie is bij Delorme de rechte hoek.

### Stereotomie
Zowel boek drie als boek vier zijn gewijd aan stereotomie, een verzamelnaam voor verschillende technieken, zoals het versnijden van gewelfstenen. Bij Delorme staat stereotomie gelijk aan technisch raffinement. Delorme stelt een systeem op punt waarmee hij stenen exact kan uitsnijden om vervolgens gewelven zo goed als naadloos op te bouwen. Hij past deze techniek veelvuldig toe in gewelven, trappen en deur- en vensteropeningen. Ook uit zijn tekeningen wordt het duidelijk dat Delorme genot heeft in het ontwerpen van technisch ingewikkelde combinaties. De moeilijkheidsgraad is hier een kwaliteitscriterium waarmee Delorme demonstreert hoe verbeelding een extraatje kan zijn voor de functionele werking van gebouwen.

### De ordes
Boeken vijf, zes en zeven zijn volledig aan de zuilenordes gewijd. Ze bevatten nauwgezette beschrijvingen en opmetingen van archeologische vondsten. Delorme komt al snel tot de conclusie dat een arbitrair ordesysteem niet terug te vinden is. Hij staat dan ook sceptisch tegenover Vitruvius, omwille van de relativiteit van diens absolute maatsysteem. Daarom relativeert hij de orden, en de toepassing ervan. Goede architectuur mag immers niet afhangen van de correcte toepassing van de ordes.
Niettemin onderscheidt de man vijf ordes: Toscaans, Dorisch, Ionisch, Korinthisch en Composiet. Bovendien ontwikkelt hij naar Korinthisch voorbeeld een nieuwe, Franse orde. De antieke en renaissancistische zuilenordes waren immers ook genoemd naar hun ontstaansplaats. Daarenboven zou het kopiëren van zuilenordes absurd zijn omdat de bouwomstandigheden nooit identiek zijn.
De Franse zuil die Delorme ontwikkelde had naast nationalistische, ook praktische ontstaansredenen: de Franse zuil werd niet-monolithisch opgebouwd uit graniet, in tegenstelling tot de monolithische marmerzuilen van de antieken. Bovendien baseerde hij zich voor de ornamenten op de Franse fauna en flora.
Boek acht en negen handelen respectievelijk over portieken en schoorstenen. Op dit laatste ging Delorme behoorlijk prat omdat hij zichzelf beschouwde als de eerste die erin geslaagd was een schoorsteen te bouwen die goed trok.
Bij de eerste heruitgave, die er al snel komt, worden twee boeken toegevoegd: Nouvelles inventions pour bien bastir et à petits frais. Deze aanvulling behandelt vooral technische innovaties, waaronder een constructiemethode om met kleine latjes grote overspanningen te maken.

## Bouwwerken

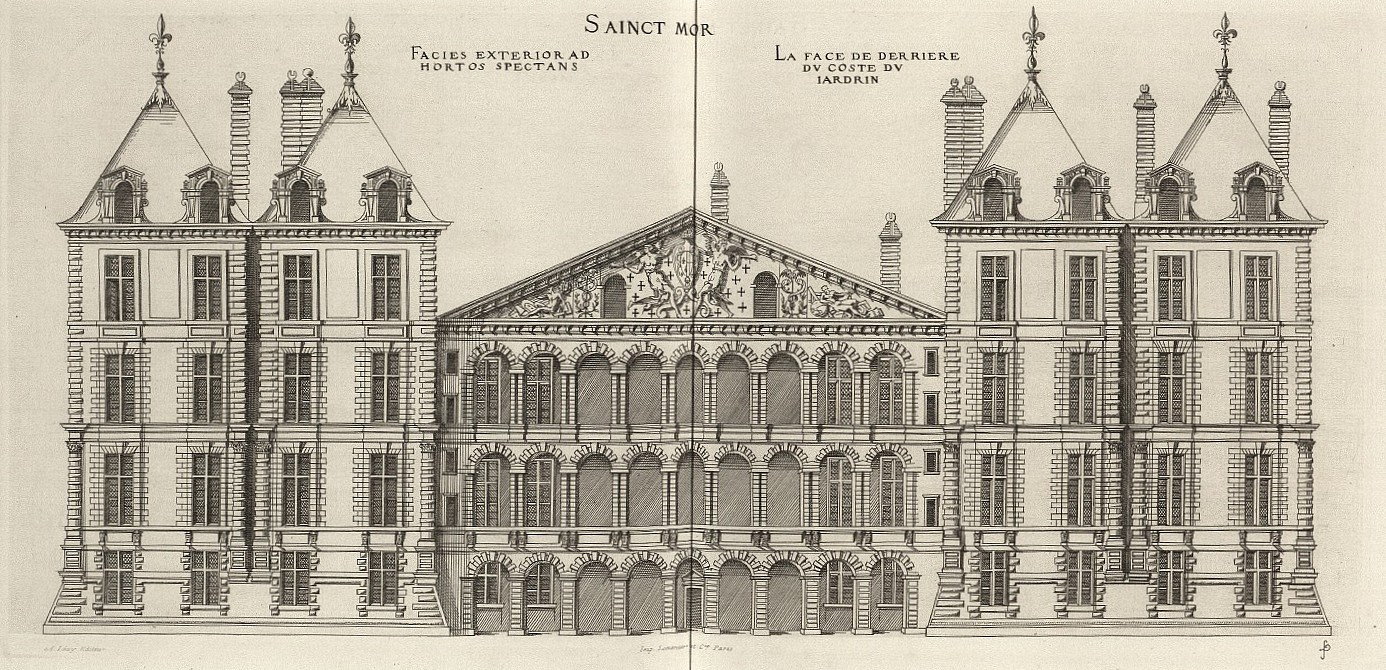
Kasteel van Saint-Maur

Enkele van Delormes werken zijn/waren:
- Kasteel van Saint-Maur (verwoest in 1796)
- Tombe van Frans I in de Saint-Denisbasiliek
- Kasteel van Anet (herbouwd, behalve de kapel)
- Kasteel van Montceaux (ruïne)
- Tuilerieënpaleis (verwoest in 1871 en afgebroken in 1882)
- Deel van het Louvre

## Voetnoten
1. ↑  Philippe Potié, Philibert de l'Orme, 1998
2. ↑  Jean-Marie Perouse de Montclos, Philibert De l'Orme, architecte du roi 1514-1570, 2000
3. ↑  Pierre Mardaga, Architecture de Philibert de l'Orme. Oeuvre entière contenant onze livres, 1995
4. ↑  Archives Royales de Chenonceau, Lettres et devis de P. de l'Orme, 2010
5. ↑  A. Blunt, Philibert de l'Orme, Franse vertaling van Jean Le Regrattier, 1963
6. ↑  Giuseppe Fallacara Concetta Cavallini, Le nouvelles inventions di Philibert de l'Orme, 2009

- Biblioteca Nacional de España: XX4708015
- Bibliothèque nationale de France: cb149577289 (data)
- Catàleg d'autoritats de noms i títols de Catalunya: 981058529952006706
- Gemeinsame Normdatei: 118671413
- International Standard Name Identifier: 0000 0001 2145 1300
- KulturNav: b74cd479-1c25-4d87-a9df-3043f29821ff
- Library of Congress Control Number: n83142813
- Nationale bibliotheek van Australië: 35107020
- Nationale Bibliotheek van Israël: 987007275271605171
- Nederlandse Thesaurus van Auteursnamen: 068770073
- RKD-Nederlands Instituut voor Kunstgeschiedenis: 254886
- SNAC: w6qj7ptj
- Système universitaire de documentation: 027992624
- Trove: 828568
- Union List of Artist Names: 500002516
- Virtual International Authority File: 205549982